# Luís G. Soto
Luís Modesto García Soto, nascido na Corunha o 13 de Fevereiro de 1956, é um filósofo e escritor galego.

## Biografía
É licenciado em Direito (1978) e em Filosofia (1979) pela Universidade de Santiago de Compostela. Doutorou-se em Filosofia pela Universidade de Santiago de Compostela em 1986 (com a tese Uma leitura de Barthes), e é doutor em Direito pela Universidade Autónoma de Madrid desde 2010 (tese: Teoria de la justicia e idea del derecho en Aristóteles). Desde 1989 é professor titular de Filosofia Moral na Faculdade de Filosofia da Universidade de Santiago de Compostela, da que foi decano (2005-2013). Foi redactor do Código Ético da USC (2007).
Colaborador em Agora Papeles de Filosofía, Anuario de Literatura, Boletim da Academia Galega da Língua Portuguesa, Encrucillada, Agália, Astrolabio, Daimón, Grial etc.
Coordenou os números monográficos internacionais sobre Roland Barthes das revistas Nova Renascença (1994) com José Augusto Seabra, e Agora Papeles de Filosofia (2005). Estudou as relações entre filosofia e literatura, centrando na literatura galega (Pondal, Otero Pedrayo, Carvalho Calero). Também se ocupou, no âmbito da ética e a política, de autores clássicos (Aristóteles) e contemporâneos (Foucault), assim como do pensamento político galego (Castelao, Ramón Vilar Ponte etc). Os seus campos de interesse são os Paradigmas da Filosofia Moral, Posestruturalismo e Posmodernidade, Filosofia e Literatura, Filosofia e Paz, Justiça Política, Filosofia Moral e Política na Galiza e Bioética.

## Obra em galego e português
- Outramente Barthes (1988). Edições da Nova Renascença, Fundação Eng. António de Almeida, Porto, Portugal. 125 pp.
- Aristóteles (2003). Baía Edicións, A Coruña. 137 pp.
- Paz, guerra e violencia (2003). Espiral Maior, A Coruña. Em espanhol 2006 na mesma editorial.[6] 177 pp.
- O felo ou ..., (2007). Amastra-N-Gallar, Santiago de Compostela. Minilibros. 12 pp.
- O espírito da letra. Nove achegas filosóficas a textos literarios (2008). Espiral Maior, A Coruña. 261 pp.
- Os boteiros e ... (2011). Amastra-N-Gallar, Santiago de Compostela. Minilibros. 13 pp.
- O labirinto da saudade (2012). Laiovento, Santiago de Compostela. 141 pp. Em português, Meditação sobre a saudade, 2014, Zéfiro, Sintra, 139 pp.
- Barthes filósofo (2015). Galaxia, Vigo, 144 pp.[7]
- Outros e novos queixumes. De filosofía e literatura en Queixumes dos pinos de Eduardo Pondal (2020). USC.[8]
- Carvalho sempre. Alustres de vida e obra (2020). Com Tareixa Roca. Espiral Maior. ISBN 978-84-122271-2-3.
- O camiño dos faros. Diario de viaxe (2023). A Coruña: Espiral Maior. ISBN 9788412734331.[9]

### Obras colectivas
- Europa: mito e razón (2001). José Luís Barreiro & Luís G. Soto (Coords). Universidade de Santiago. 214 p. Cap. Arredor de si ao fio de Europa, pp. 89-110.
- A Coruña á luz das letras (2008). Trifolium, Iñás-Oleiros (A Coruña).
- Preludios para Miguel Anxo Fernán-Vello (2011). X. R. Baixeras, F. Vidal, Xulio L. Valcárcel, T. Seara, E. Veiga, Luís G. Soto, M. Forcadela, X. Seoane, L. Rodríguez, A. López-Casanova, X.M. Ávarez Cáccamo, I. Pintado, Luciano Rodríguez (ed.). Laiovento, Santiago de Compostela. 129 p. Cap. Entre phýsis e práxis, entre agua e fogo, pp. 61-74.
- Dun poema as ardentes estrofas. Visións arredor da obra de Eduardo Pondal (2024). Espiral Maior, A Coruña. 147 páxs. ISBN 9788412734393.

### Traduções
- Os Reis Magos (1988). M. Tournier, Edicións Xerais de Galicia, Vigo. 119 pp. (com M. Sánchez).
- Nova enciclopedia de bioética (2005). Universidade de Santiago de Compostela. Com Tareixa Roca. Do francês para o galego.[10]
- Dez teses sobre a ética (2009). Alain Badiou. Amastra-N-Gallar, Santiago de Compostela. Do francês para o galego.
- O Mar do Norte (2015). Heinrich Heine. Espiral Maior. 168 pp. Do alemão para o galego.

## Obra em espanhol
- Teoría de la justicia e idea del derecho en Aristóteles (2011). Marcial Pons, Madrid-Barcelona-Buenos Aires. 477 p.

### Obras colectivas
- Discurso, Poder, Sujeto. Lecturas de Michel Foucault (1987). Universidade de Santiago de Compostela. Com: R. Máiz, F. Álvarez Uría, J. C. Bermejo, M. Morey, J. L. Pintos, P. Casanovas, A. Serrano e J. Varela. Cap. A la orilla del mar un rostro de arena, pp. 55-67.
- En torno a la justicia. Las aportaciones de Aristóteles, el pensamiento español del XVI, J. S. Mill, la fenomenología y Rawls (1999). Erís, A Coruña, 322 pp. Com: M. X. Agra Romero, B. Fernández Herrero, C. Caruncho Michinel e M. L. Pintos Peñaranda. Cap. La justicia en Aristóteles, pp.19-86.
- Ética de la paz. Valor, ideal y derecho humano (2007). G. González Arnáiz (ed.), J. Conill Sancho, R. Junquera de Estéfani, J.M. Marinas Herrera, E. Martínez Navarro, P.  Sáez Ortega, Luís G. Soto e J. De La Torre Díaz. Biblioteca Nueva, Madrid. 231 pp. Cap. La paz, alternativa a la violencia, pp. 53- 70.

### Traduções
- Eume (2008). César Antonio Molina Pre-Textos, Valencia. Com Tareixa Roca e César Antonio Molina.[11] Ed. Pre-Textos. 251 pp.

## Prêmios
- Melhor livro do ano 2005 na XV edição dos prêmios Irmandade do Livro da Federação de Livreiros da Galiza, por Nova enciclopedia de bioética.
- Finalista, no apartado de tradução, nos Prêmios da AEUE (Associação das Editoriais Universitárias Espanholas) do 2005, por Nova enciclopedia de bioética.
- Finalista, no apartado de tradução, nos Prêmios da Associação de Escritores em Língua Galega do 2006, por Nova enciclopedia de bioética.
- Finalista, no apartado de ensaio, nos Prêmios da AELG do 2008, por O espírito da letra.
- Prêmio de ensaio Carvalho Calero, na XIX edição em 2012, por O labirinto da saudade
- Prêmio Ramón Piñeiro de ensaio em 2014, por Barthes filósofo.[12]